# Perilampus luzonensis
Perilampus luzonensis är en stekelart som beskrevs av Crawford 1915. Perilampus luzonensis ingår i släktet Perilampus och familjen gropglanssteklar.
Artens utbredningsområde är Filippinerna. Inga underarter finns listade i Catalogue of Life.